# Groupe d'assistance des Nations unies pour la période de transition en Namibie
Le Groupe d’assistance des Nations unies pour la période de transition en Namibie (GANUPT) ou United Nations Transition Assistance Group (UNTAG) est une force de maintien de la paix des Nations unies déployée en Namibie entre avril 1989 et mars 1990 afin d'appuyer le processus de paix et de surveiller les élections.
Ancienne colonie du Sud-Ouest africain allemand, la Namibie est administrée par l'Afrique du Sud de 1921 à 1966, en application d'un mandat délivré par la Société des Nations. Au lendemain de la Seconde Guerre mondiale, l'Afrique du Sud tenta d'obtenir des Nations unies l'annexion de ce territoire mais sans succès.
En 1966, l'Assemblée générale des Nations unies révoque le mandat de l'Afrique du Sud sur le Sud-Ouest Africain, rebaptisé Namibie en 1968, tandis que l'armée populaire de libération de la Namibie (People's Liberation Army of Namibia ou PLAN)), la branche armée de l'Organisation du peuple du Sud-Ouest africain (South-West African People's Organisation ou SWAPO), engage alors une lutte armée contre les forces sud-africaines pour obtenir l'indépendance. En 1971, la Cour internationale de justice déclare illégale l'occupation sud-africaine. 

Si en 1978, la Résolution 435 du Conseil de sécurité des Nations unies prévoit, après la conclusion d'un cessez-le-feu, la tenue d'élections organisées par l'Afrique du Sud sous le contrôle direct des Nations unies, l'intensification de la guerre civile angolaise sur fond de guerre froide en Afrique australe retarde l'application de cette résolution. À partir de mars 1989, à la faveur de la fin de la guerre froide et de la signature d'accords de paix entre les principaux belligérants, les Nations unies peuvent déployer le GANUPT en Namibie. Malgré quelques escarmouches entre les belligérants, le processus de paix parvient à son terme avec l'élection d'une assemblée constituante en novembre 1989 marquée par la victoire de la SWAPO, la rédaction d'une nouvelle constitution quatre mois plus tard et l'indépendance de la Namibie le 21 mars 1990.
Le GANUPT est considéré comme l'une des missions de paix les plus réussies menées par les Nations unies.

## Historique

### La tentative d'annexion avortée de l'Afrique du Sud
En 1915, au cours de la Première Guerre mondiale, l'Union sud-africaine, engagée au côté de la Grande-Bretagne, s'empare du Sud-Ouest africain allemand, aujourd'hui la Namibie. 

Le 17 décembre 1920, la Société des Nations lui confère un mandat de type C pour administrer le Sud-Ouest Africain et assurer le bien-être des populations. Des lois ségrégationnistes complètent les anciennes dispositions allemandes (prohibition du vagabondage hors des réserves, interdiction pour un indigène de démissionner de son emploi sans autorisation de son patron, passeport intérieur, contrats de travail restrictifs).
Quelques soulèvements autochtones ont lieu entre 1922 et 1925 mais sont sévèrement réprimés.

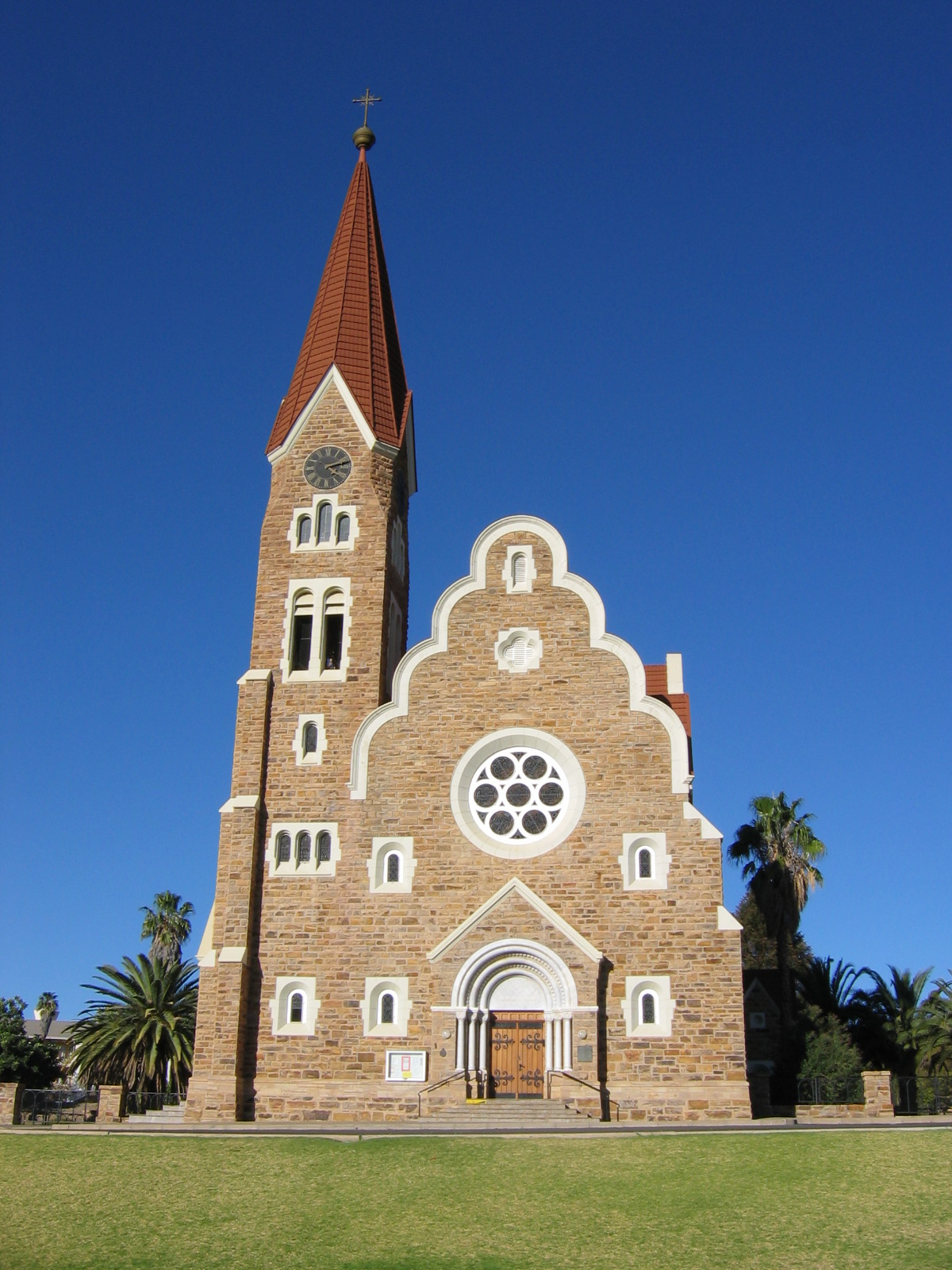
Église luthérienne de Windhoek (1910), héritage colonial des missionnaires allemands qui avaient évangélisé le Sud-Ouest Africain

En 1924, les premiers partis politiques du territoire sont constitués et en 1925, la communauté blanche élit ses premiers représentants à l'assemblée législative du Sud-Ouest Africain (dix-huit élus, auxquels s'ajoutent six membres désignés par l'administration). L'Union allemande favorable à l'indépendance l'emporte grâce aux votes des Afrikaners anglophobes et hostiles à l'Union sud-africaine. Les vaincus fusionnent et forment le Parti unifié du Sud-Ouest qui devint le parti majoritaire dès les élections suivantes (et le demeurera jusqu'aux années 1950). Bien qu'il y ait des discussions en ce sens, le gouvernement sud-africain ne dépose, au cours de cette période, aucune demande formelle d'annexion du Sud-Ouest africain.
En 1925, 43 % du territoire est constitué en réserves sous l'autorité de chefs coutumiers (Ovamboland, Kavangoland, Hereroland, Damaraland, Namaland, Kaokoland), 41 % des terres appartenant aux Blancs et le reste à l'État ou aux Basters de Rehoboth.
En 1926, tous les natifs du Sud-Ouest Africain deviennent des ressortissants de l'Union sud-africaine. L'ancienne colonie allemande est dorénavant considérée comme une cinquième province de l'Afrique du Sud. Pendant vingt ans, la colonie sombre dans l'oubli. L'exploitation des diamants, des divers minerais et l'élevage sont les seules richesses du territoire.
En mars 1945, à la fin de la Seconde Guerre mondiale, le Premier ministre sud-africain Jan Smuts déclare que « le mandat devait être aboli et le territoire incorporé comme une province de l'Union ». Profitant de la dissolution de la Société des Nations, l'Afrique du Sud présente, en janvier 1946, une demande officielle d'annexion à l'Assemblée générale des Nations unies. Mais, le 14 décembre 1946, l'Assemblée générale, menée par l'Inde, en conflit avec les autorités sud-africaines en raison de sa législation discriminatoire à l'encontre de sa population d'origine indienne, rejette cette demande. Elle recommande, à l'inverse, que l'Afrique du Sud place le territoire sous le régime international de tutelle prévu à l'article 13 de la Charte des Nations unies et lui soumette un accord de tutelle, ce que Pretoria refuse.
En 1949, la constitution du Sud-Ouest africain est cependant révisée par le nouveau gouvernement du Parti national dirigé par Daniel François Malan. Une représentation directe du territoire au parlement sud-africain est désormais assurée par six députés et quatre sénateurs alors que la tutelle des populations indigènes est désormais placée sous le seul ressort du gouvernement de Pretoria.
Au début des années 1950, les débats sont vifs à l'ONU entre les partisans du colonialisme (conduits par le Portugal et l'Afrique du Sud) et les partisans de la décolonisation. Le chef coutumier héréro Hosea Kutako est le premier représentant noir du Sud-Ouest africain à faire présenter une pétition aux Nations unies dénonçant l'administration sud-africaine. Par un avis consultatif, la Cour internationale de justice confirme que l'Union sud-africaine est liée par ses obligations internationales résultant du mandat donné par la SDN et qu'elle ne peut modifier unilatéralement le statut du territoire. Elle confirme néanmoins que l'Afrique du Sud n'a pas l'obligation d'accepter la compétence du Conseil de tutelle des Nations unies sur le Sud-Ouest africain. Elle confirme le droit de l'Assemblée générale des Nations unies d'adopter des résolutions concernant le Sud-Ouest africain et de procéder aux auditions de pétitionnaires .

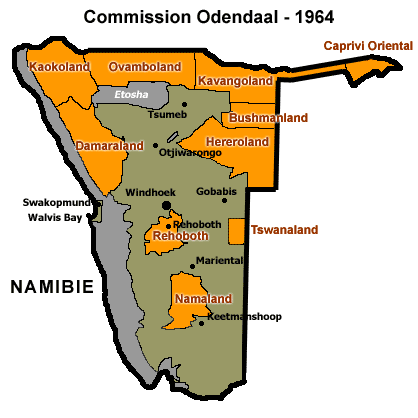
Le plan Odendaal de ségrégation territoriale du Sud-Ouest africain.

En 1958, la population du Sud-Ouest africain atteint 450 000 habitants dont 200 000 Ovambos résidant très majoritairement dans le quart septentrional du territoire. Le gouvernement sud-africain propose alors, sans succès, de diviser le territoire en deux afin de se débarrasser du quart septentrional du Sud-Ouest africain qui aurait été directement géré par les Nations unies. En novembre 1959, dans le cadre de la politique d'apartheid mise progressivement en place dans le Sud-Ouest africain, les autorités de Windhoek décident de déplacer les populations indigènes de la capitale vers un nouveau quartier, le futur township de Katutura. Le 10 décembre 1959, une campagne de protestation se solde par la mort de 13 manifestants, abattus par les forces de police et 54 blessés. Le 19 avril 1960 à New York, l'Organisation populaire de l'Ovamboland et d'autres mouvements créent l'Organisation du peuple du Sud-Ouest Africain (SWAPO) dont la présidence est confiée par Sam Nujoma. Organisé en parti de masse, la SWAPO affiche une idéologie tournée vers le marxisme-léninisme et obtient le soutien de l'Union soviétique ainsi que de la majorité des pays du Tiers monde. Dès 1961, la SWAPO coopère avec les mouvements rebelles de l'Angola et envisage la lutte armée
En 1961, l'Assemblée générale des Nations unies vote un texte considérant que la situation au Sud-Ouest africain menace la paix internationale et la sécurité. Elle confie à un comité le soin d'envoyer deux émissaires dans le Sud-Ouest africain pour faire un rapport sur la situation réelle à l'intérieur du pays. Les deux émissaires concluent à l'absence de toute menace pour le monde et pour la sécurité du territoire (Rapport Carpio). Néanmoins, l'assemblée générale ne renonce pas et décide de transmettre le dossier au Comité dit « des 24 » chargé de mettre en œuvre les indépendances des peuples colonisés.
En 1963, le gouvernement sud-africain d'Hendrik Verwoerd met en place une commission d'enquête sur le Sud-Ouest africain dirigée par F. H. Odendaal, l'administrateur du Transvaal. Son rapport préconise la division du territoire en trois parties dont la première serait réservée à dix homelands (foyers nationaux ou réserves indigènes), la seconde aux Blancs, destinée à intégrer l'Afrique du Sud et une troisième comprenant les parcs naturels (Etosha, Côte des squelettes, désert du Namib) et les zones interdites (dont la zone diamantifère du Sperrgebiet). Ce rapport est rejeté par l'Assemblée générale des Nations unies.
En 1965, Sam Nujoma obtient que la SWAPO soit le seul mouvement du Sud-ouest Africain inscrit sur la liste du comité de libération de l'Organisation de l'unité africaine (OUA)et d'être le seul représentant officiel (au niveau international) du Sud-Ouest africain.
En 1966, le Libéria et l'Éthiopie, les deux seuls pays dont l'indépendance est antérieure à celle de l'Afrique du Sud, saisissent la Cour internationale de justice afin de faire juger illégale l'occupation du Sud-Ouest africain par la République sud-africaine — mais la Cour rejette leur demande. La décision de la Cour provoque l'indignation de l'Assemblée générale des Nations unies qui vote le 17 octobre 1966 la résolution 2145 déclarant que l'Afrique du Sud a failli à ses obligations et que le Sud-Ouest africain relève dorénavant directement de la responsabilité de l'Organisation des Nations unies jusqu'à son accession à l'indépendance.

### Début des affrontements
En 1966, l'armée populaire de libération de la Namibie (People's Liberation Army of Namibia ou PLAN), aile militaire de la SWAPO, commence à lancer des attaques de guérilla à partir de la Zambie. La première bataille opposant le PLAN et l'armée sud-africaine (South African Defence Force - SADF) dans ce qui est désormais connu comme la guerre d'indépendance de la Namibie a eu lieu le 26 août 1966 à Omugulugwombashe.
Au cours des années suivantes, l'Assemblée générale et le Conseil de sécurité adoptent une série de résolutions importantes:   

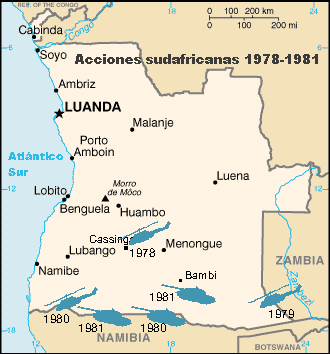
Opérations de l'armée sud-africaine en Angola de 1978 à 1981

- En mars 1967, l'Assemblée générale créé un Conseil des Nations unies pour le Sud-Ouest africain ayant juridiquement la compétence exclusive d'administrer le territoire.
- Le 12 juin 1968, elle rebaptise le territoire du Sud-Ouest africain du nom de Namibie[8].
- En 1969, par ses résolutions 264 et 269, le Conseil de sécurité demande clairement à l'Afrique du Sud de se retirer de la Namibie[9].
- En 1970, il déclare que la présence continue des autorités sud-africaines en Namibie est illégale et qu’en conséquence toutes les mesures prises par le Gouvernement sud-africain au nom de la Namibie ou en ce qui la concernait, après la cessation du Mandat sont illégales et invalides. Il demande également à « tous les États, en particulier ceux qui avaient des intérêts économiques et autres en Namibie, de s’abstenir de toutes relations avec le Gouvernement sud-africain » en raison de sa présence illégale sur ce territoire[10].
- Dans un avis consultatif du 21 juin 1971, la Cour internationale de justice confirme la révocation du mandat sud-africain sur la Namibie[11].
- En mars 1972, le secrétaire général des Nations unies, Kurt Waldheim, se rend en Namibie avec l'autorisation de l'Afrique du Sud et prend contact avec les autorités locales et les représentants des mouvements politiques internes.
- Le 12 septembre 1973, dans sa résolution no 3111, l'Assemblée générale des Nations unies désigne la SWAPO comme « représentant unique et authentique du peuple namibien ».
- En décembre 1974, le Conseil de sécurité adopte, pour la première fois à l'unanimité, une résolution condamnant l’occupation illégale et continue de la Namibie par l’Afrique du Sud et exige d'elle qu'elle libère avant le 30 mai 1975 tous les prisonniers politiques namibiens et abolisse toutes les lois et pratiques entachées de discriminations raciales et politiquement répressives mises en œuvre sur le territoire[12].

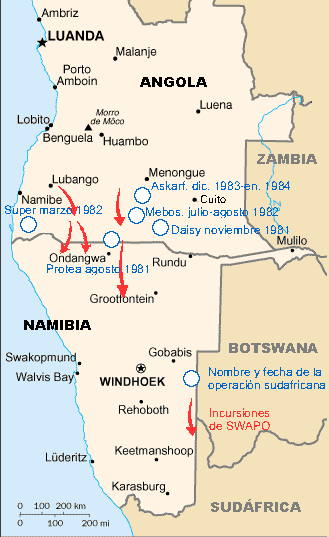
Opérations de l'armée sud-africaine (ronds bleus) et de la SWAPO (flèche rouge)

### La régionalisation du conflit
En 1975, l'Angola, territoire frontalier du nord de la Namibie, obtient son indépendance du Portugal. Une coalition de mouvements indépendantistes, qui prit le pouvoir à Luanda, vole en éclats. Le pays plonge dans la guerre civile, chacune des formations politiques engagées étant soutenue par l'une des grandes puissances continentales. Si les États-Unis et l'Afrique du Sud apportent leur soutien à l'UNITA, l'URSS appuie le MPLA tandis que la république populaire de Chine soutient le FNLA. Après s'être imposé dans la capitale et pris le contrôle des puits de pétrole off-shore avec l'aide de troupes cubaines, le gouvernement du MPLA, soutenu par l'URSS, est rapidement reconnu comme le gouvernement légitime de l'Angola par de nombreux pays. De leur côté, l'UNITA et le FNLA nouent des alliances et prennent le contrôle de grandes parties du pays. Le MPLA au pouvoir permet à la SWAPO d'établir des bases sur le territoire angolais à partir desquelles cette dernière tente de lancer des attaques contre l'armée sud-africaine et d'autres cibles. Malgré ce soutien logistique qui s'ajoute à celui de Cuba, la SWAPO ne parvient pas à inquiéter militairement l'armée sud-africaine qui elle-même intervient dans la guerre civile angolaise en soutenant le mouvement rebelle de Jonas Savimbi et en occupant le sud de l'Angola (bataille du pont 14). L'armée sud-africaine se redéploie notamment dans l'Ovamboland, où elle crée une zone opérationnelle — dans laquelle la population locale est pris en tenaille entre les guérilleros et l'armée. Les forces de la SWAPO (environ 6 000 hommes) y concentrent leurs attaques face aux 20 000 soldats sud-africains appuyés par leurs supplétifs indigènes dont l'unité contre-insurrectionnelle de la Koevoet.

### La conférence la Turnhalle
Au début des années 1970, la proportion d'habitants blancs de Namibie est de 15 %. Seulement trois des six districts autonomes prévus par le rapport Odendaal sont dirigés par un conseil tribal (Ovamboland, Kavangoland et Caprivi oriental). En fait, des désaccords opposent les autorités tribales au gouvernement sud-africain sur les pouvoirs de compétence déléguée et le maintien de la discrimination par le ministère des Affaires bantoues. En juillet 1973, les élections de l'assemblée législative tribale de l'Ovamboland sont remportées par le Parti de l'indépendance de l'Ovamboland mais le taux de participation n'est que de 3 %, les électeurs ayant répondu à l'appel au boycott lancé par la SWAPO et le Parti démocratique coopératif. Mais la reconnaissance par les Nations unies de la SWAPO comme « représentant unique et authentique du peuple namibien » est très mal perçue par les autres mouvements politiques namibiens, notamment par le mouvement de Clemens Kapuuo qui accuse la SWAPO de tribalisme. Cette dissension entre les mouvements internes et la SWAPO permet au premier ministre sud-africain John Vorster de saisir l'opportunité de mettre en œuvre une solution politique interne. Abandonnant les objectifs du rapport Odendaal, Vorster s'engage dans la voie de l'autodétermination du territoire. En novembre 1974, l'assemblée législative du Sud-Ouest Africain (dont les membres sont élus par les seuls blancs de Namibie), dominée par le Parti national du Sud-Ouest Africain, invite l'ensemble des autorités du territoire, y compris les autorités tribales et les représentants des partis politiques noirs, à déterminer leur avenir politique. La SWAPO et la SWANU opposent une fin de non recevoir.
La conférence constitutionnelle de la Turnhalle s'ouvre le 1er septembre 1975 à Windhoek. Les blancs de Namibie y sont représentés par le parti national du Sud-Ouest Africain tandis que les populations noires sont représentées par plusieurs petits partis politiques. L'exode en masse des colons portugais d'Angola vers la Namibie manque alors de torpiller le processus de la Turnhalle. Le 14 août 1976, Dirk Mudge appelle les Blancs à rejoindre les Noirs sur le chemin de l'indépendance. Deux jours plus tard, les délégués s'accordent sur un gouvernement intérimaire chargé de transformer le territoire en État indépendant sur le modèle d'une fédération.
Cependant, le 20 décembre 1976, dans sa résolution no 385, l'Assemblée générale des Nations unies refuse de reconnaître l'évolution interne de la Namibie et apporte « son soutien à la lutte armée » menée « sous la conduite de la SWAPO ». La SWAPO obtient le statut d'observateur et devient le seul mouvement de libération à disposer à New York d'une tribune officielle. Cette résolution comme la précédente en 1973 est votée avec l'appui des pays du Tiers monde, des pays scandinaves et des pays de l'Est contre la majorité des puissances occidentales (dont la France).
L'année suivante, le gouvernement de Pretoria accepte la médiation de cinq membres occidentaux du Conseil de sécurité (Allemagne, Canada, France, États-Unis et Royaume-Uni, encore appelé groupe de contact ou groupe des Cinq) pour négocier une solution acceptable pour tous. La SWAPO finit par se rallier aux propositions du groupe à condition que le port de Walvis Bay (annexé par l'Afrique du Sud entre 1971 et 1977) soit réintégré dans les discussions, que l'armée sud-africaine quitte le territoire et que des élections aient lieu sous supervision des Nations unies.
Pendant ce temps, le 18 mars 1977, le principe d'un gouvernement à trois niveaux est adopté à la conférence de la Turnhalle : un pouvoir central, des autorités locales à base ethnique, des autorités municipales. L'assemblée nationale serait élue au suffrage indirect par l'intermédiaire d'assemblée locale. Le nom du futur État fait l'objet d'un compromis : Sud-Ouest Africain/Namibie, du moins pour la période intérimaire. Certains partis ne sont pas satisfaits du compromis et se regroupent dans le Front national de Namibie (NNF). De leur côté, les Blancs se prononcent en mai 1977 par référendum à plus de 60 % pour les propositions de la Turnhalle et avalisent le principe d'indépendance. En août 1977, la gestion de l'enclave de Walvis Bay (rattachée depuis 1971 aux autorités de la province du Cap) est transférée au gouvernement Sud-Africain, et ainsi soustraite au processus d'indépendance. En septembre 1977, Mudge entre en conflit avec la direction du Parti national du Sud-Ouest qui souhaite conserver des lois d'apartheid. Mis en minorité de justesse, Mudge et quatre-vingts de ses partisans quittent le parti en octobre et créent le Parti républicain.

### Le groupe de contact face à l'évolution interne de la Namibie
En octobre 1977, le nouvel administrateur sud-africain, Martinus Steyn abroge la loi ségrégationniste sur les mariages mixtes puis celle sur l'immoralité . Les contrôles intérieurs sont supprimés sur tout le territoire à l'exception de la zone diamantifère (où elle est toujours en vigueur de nos jours) et de la frontière septentrionale. Le 6 novembre, Mudge conclut une alliance avec dix autres mouvements ethniques dont la NUDO de Clemens Kapuuo pour former l'Alliance démocratique de la Turnhalle (DTA). De retour à Windhoek, Andreas Shipenga fonde de son côté la SWAPO-démocrate. À la suite de l'assassinat de Kapuuo, la SWAPO est accusée. De violents affrontements ont lieu à travers le pays entre Ovambos de la SWAPO et Hereros de la NUDO. Le 4 mai 1978, l'armée sud-africaine lance un raid meurtrier sur un camp d'entraînement de la SWAPO à Cassinga en Angola (867 morts et 464 blessés).

Le 29 septembre 1978, la médiation du groupe de contact aboutit au vote de la résolution no 435. L'objectif de l'indépendance de la Namibie y est réaffirmé. Un groupe d'assistance pour la période de transition (GANUPT) est créé afin d'assurer la régularité du processus électoral. Le Finlandais Martti Ahtisaari est nommé représentant spécial de l'ONU chargé de la Namibie.
En décembre 1978, les premières élections parlementaires multiraciales, pour la première fois selon le principe « un homme une voix » mais boycottés par la SWAPO et la SWANU, sont organisées pour désigner une assemblée constituante. Avec un taux de participation de 80 %, la DTA recueille 82,2 % des voix (41 sièges) face à l'ACTUR (11,9 %, 6 sièges soit les deux tiers des voix blanches), au Parti chrétien démocrate (2,7 %, 1 siège), au Herstigte Nationale Party pro-apartheid de Sarel Becker (1,8 %, 1 siège) et Basters du Front de Libération (1,4 %, 1 siège). Ces élections sont cependant déclarées nulles et non avenues par l'ONU.
À partir de mars 1979, une série de négociations rapprochées se déroulent à New York entre l'Afrique du Sud, les pays du groupe de contact et ceux de la ligne de front (Angola, Botswana, Zambie, Mozambique et Tanzanie). La SWAPO, d'abord réticente, finit par accepter la résolution 435 et le fait que la question de Walvis Bay soit résolue indépendamment.
Le 21 mai 1979, l'assemblée nationale du Sud-Ouest Africain/Namibie vote la loi sur l'abolition totale de la discrimination raciale.

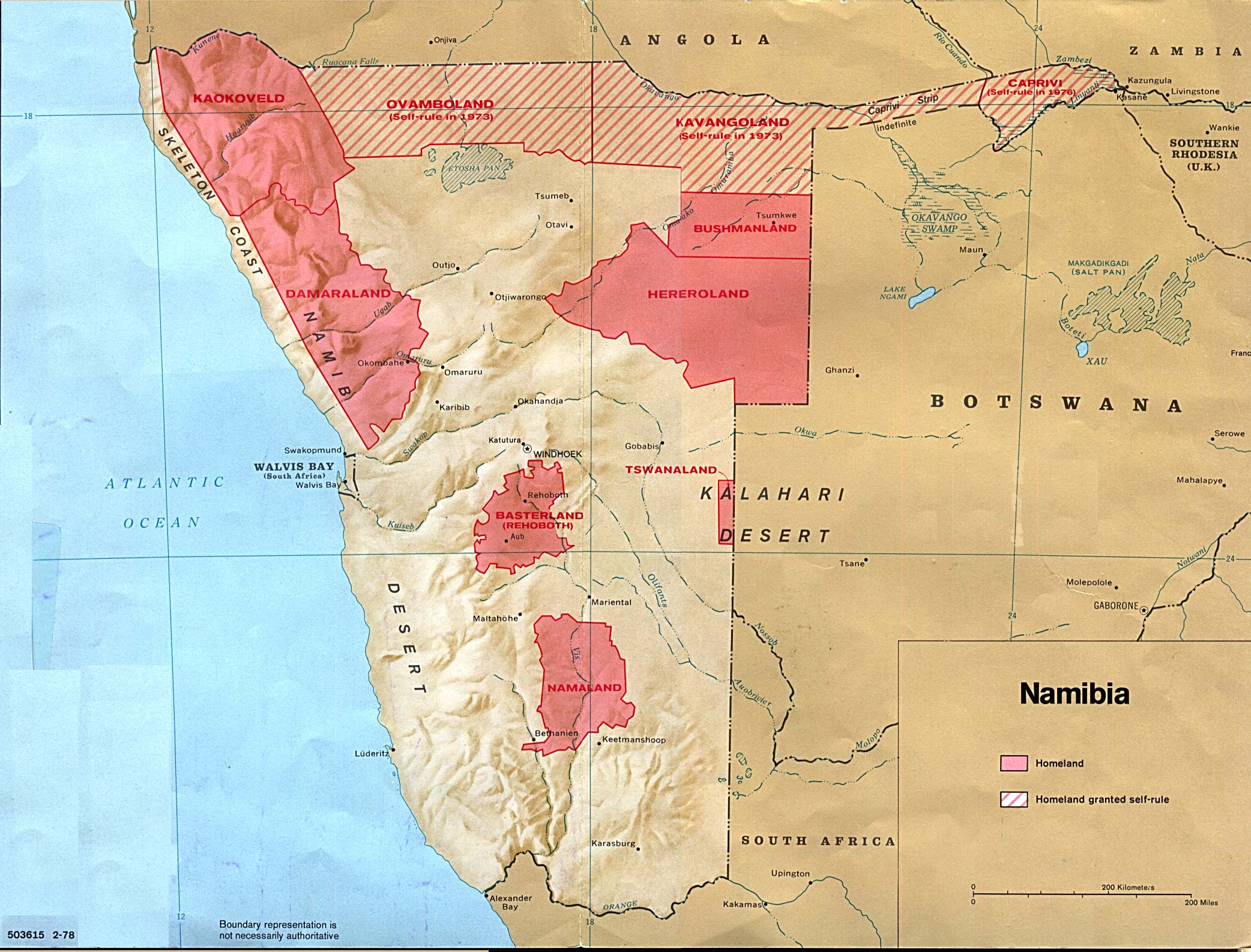
Plan du Sud-Ouest Africain/Namibie en 1978

Le 21 mai 1979, jour du vote de l'abolition de la discrimination raciale par l'ancienne assemblée constituante désormais assemblée nationale investie de pouvoirs législatifs, Windhoek devient le siège de l'administration politique du pays (à l'exception encore de la police, de l'armée, de la justice et des Affaires étrangères). Le 11 juillet 1979, tous les lieux publics sont ouverts aux populations de couleur et une loi anti-discrimination est promulguée. Les derniers vestiges législatifs de la ségrégation raciale sont balayés. À la fin de l'année 1979, un accord général est adopté sur la création d'une zone démilitarisée de part et d'autre de la frontière du nord, mais sans succès. La nouvelle constitution est promulguée en avril 1980. La police et l'armée locale sont désormais placées sous le contrôle de l'assemblée et le 1er juillet, le premier gouvernement du Sud-Ouest Africain/Namibie est mis en place avec un conseil des ministres de onze membres présidé par Dirk Mudge. En août 1980, les homelands sont dissous. L'unité territoriale de la Namibie est consacrée et des élections locales sont organisées remportées par la DTA à l'exception de l'Ovamboland, privé d'élections en raison de la guerre à ses frontières. À la fin de l'année, le service militaire devient obligatoire quand sont créées les forces territoriales du Sud-Ouest Africain (SWATF) lesquels constituent 40 % des effectifs engagés dans la guerre de frontière. Elles participent en août 1981 au raid sur la province angolaise de Cunene.
Aux États-Unis, l'arrivée au pouvoir de Ronald Reagan modifie le rapport de force diplomatique dans un sens plus favorable à l'Afrique du Sud. Après avoir accusé l'ONU de partialité dans cette affaire, l'Afrique du Sud trouve un allié en Chester Crocker, le sous-secrétaire d'État américain chargé de l'Afrique. Ce dernier reprend en effet une idée sud-africaine, qui avait conditionné son départ de Namibie et l'application de la résolution 435 au retrait des forces soviéto-cubaines d'Angola. En faisant sienne cette proposition, les États-Unis, rapidement soutenus par la majorité du groupe de contact, renforce l'Afrique du Sud avec qui des contacts bilatéraux étroits s'établissent, limitant le champ de manœuvre de l'ONU . En août 1982, la condition du retrait cubain devient une condition sine qua non pour les deux gouvernements. Peu de temps après, la SWAPO récuse le groupe de contact, suivie par la France qui, par la voix de son ministre Claude Cheysson, refuse d'avaliser la condition exigée par l'axe Pretoria-Londres-Washington.
En Namibie, ces négociations directes ainsi que des dissensions internes finissent par miner la DTA de l'intérieur qui aboutisse à la démission du gouvernement et à la dissolution de l'Assemblée nationale. Les pouvoirs exécutifs sont alors conférés de nouveau à l'administrateur sud-africain.

### Les négociations directes
En janvier 1984, l'Afrique du Sud obtient de l'Angola le retrait de son soutien à la SWAPO contre l'évacuation des troupes sud-africaines… d'Angola. En mai 1984, en Zambie, des négociations sont pour la première fois organisées sous l'égide de Kenneth Kaunda et de l'administrateur du Sud-Ouest africain, Willie van Niekerk entre la SWAPO, la SWANU, l'Afrique du Sud et dix-neuf partis namibiens. La conférence ne débouche que sur la scission de la SWANU dont l'aile radicale accuse l'aile modérée d'être des « marionnettes de l'Afrique du Sud ». En novembre 1984, les négociations entre la SWAPO et l'Afrique du Sud se poursuivent au Cap-Vert alors que le président angolais, José Eduardo dos Santos se rallie à la proposition américano-sud-africaine de retrait multilatéral.
En juin 1985, après deux ans et demi d'administration directe, l'Afrique du Sud remet en place un gouvernement intérimaire sur proposition de la conférence multipartite (réunissant dix-neuf partis internes) . En 1987, la conférence de /Ai-//Gams est organisée par le Conseil des Églises de Namibie. Pour la première fois, la SWAPO accepte de participer à une conférence interne et se rallie aux conclusions réclamant la concentration de toutes les forces d'opposition contre l'administration sud-africaine.

### Le tournant de Cuito-Canavale (1988)
En janvier 1988, la bataille de Cuito Cuanavale en Angola constitue l'élément déclencheur du règlement de la situation politique de la Namibie. Cette bataille, qui met aux prises 7 000 soldats sud-africains et 10 000 combattants de l'UNITA contre 20 000 soldats angolais et 5 000 soldats cubains, est la plus importante bataille engagée sur le continent africain depuis la Seconde Guerre mondiale . Elle se solde par un échec relatif de toutes les forces engagées et marque les limites de la solution militaire.

Le gouvernement sud-africain de Pieter Botha est mis sur la sellette dans les médias sud-africains et par l'opinion publique sud-africaine. Le président et l'état-major doivent notamment justifier le coût financier astronomique des opérations militaires et l'absence de solutions proposées à court terme. Quant au gouvernement cubain, il établit un constat financier et politique similaire. Ses forces armées n'ont jamais réussi à emporter la victoire malgré un engagement massif et ont subi de très lourdes pertes dans les combats pour des résultats peu convaincants. Il s'efforce donc de son côté, nonobstant la propagande, de se retirer d'un conflit impopulaire sans trop perdre la face.

L'accélération des négociations diplomatiques a lieu durant l'année 1988. Prise de court, la SWAPO refonde totalement son programme électoral et abandonne toute référence au marxisme-léninisme.
Le 20 juillet 1988, un accord en quatorze points est trouvé entre l'Afrique du Sud, l'Angola et Cuba. Parmi ceux-ci, la mise en œuvre de la résolution 435 en contrepartie du repli du contingent cubain. Le protocole de Genève est signé le 5 août. Les 8 et 12 août, l'Afrique du Sud et la SWAPO acceptent la cessation des hostilités bilatérales et le 22 août, l'accord de paix est signé entre l'Angola et l'Afrique du Sud à Ruacana.
Le secrétaire général des Nations unies, Javier Pérez de Cuéllar se rend alors aux Union Buildings pour préparer l'accord de Brazzaville qui aboutit à la signature du 22 décembre préparant le calendrier de la mise en œuvre de la résolution 435 et celui du retrait cubain d'Angola.

## Création

### Proposition de règlement
La proposition de règlement était un compromis négocié. Décrit comme un plan de travail qui ne constituait en aucune façon une reconnaissance officielle de la légalité de la présence et de l'administration de l'Afrique du Sud en Namibie, il permettait à l'Afrique du Sud, par l'intermédiaire d'un Administrateur général désigné par elle, d'organiser les élections mais sous la supervision des Nations unies et le contrôle d'un représentant spécial du secrétaire général de l'ONU assisté d'un Groupe d’assistance des Nations unies pour la période de transition en Namibie (GANUPT). Par la suite, en 1978, le Conseil de sécurité des Nations unies a approuvé une résolution prévoyant un plan spécifique et un calendrier de retrait des forces sud-africaines et la tenue d'élections en Namibie et a autorisé le GANUPT avec l'aide d'une force civile et militaire à faciliter la transition vers l'indépendance. La mise en œuvre du plan était conditionnée à la conclusion d'un jour J pour la mise en œuvre d'un cessez-le-feu. Cependant, à cette époque, l'Afrique du Sud a été entraînée dans la guerre civile angolaise dans l'espoir d'écraser l'insurrection de la SWAPO et a posé une condition supplémentaire : le lien ou « linkage » entre le retrait des troupes cubaines de l'Angola et leur retrait de Namibie. D'autres questions, comme celle ayant trait à la composition des forces du GANUPT et le statut futur de Walwis Bay, le port le plus important de la Namibie a aussi empêché les parties de s'accorder sur la date d'un cessez-le-feu.
Les discussions se sont enlisées ensuite au cours de la décennie suivante tandis que la guerre civile continuait en Angola. Ce n'est finalement qu'en 1988 que Cuba, l'Angola et l'Afrique du Sud ont conclu un accord connu sous le nom d'Accord tripartite ou accords de New York, sous la médiation du secrétaire d'État assistant des États-Unis Chester Crocker. Une série de réunions à Londres puis à Genève a permis la conclusion d'accords pour faire commencer le cessez-le-feu le 8 août 1988. Un accord final signé à Brazzaville, au Congo a fait du 1er avril 1989, le jour J pour mettre en œuvre la résolution 435 du Conseil de sécurité. Les accords de New York ont été officiellement signés au quartier général des Nations unies à New York le 22 décembre 1988, mettant un terme un terme à la guerre sud-africaine de la frontière, en dépit de la reprise de la guerre en Angola quelques mois plus tard.

### L'approbation du Conseil de sécurité
Le Conseil de sécurité des Nations unies s'est très vite alarmé du coût que représentait la mise en œuvre de la résolution 435 dans le contexte de la crise financière affectant les Nations unies dans les années 1980. Malgré cela, plusieurs groupes, parmi lesquels, l'Organisation de l'unité africaine (OUA), le Mouvement des non alignés et la SWAPO refusèrent que le nombre de forces prévues en 1978 soit revu à la baisse. En guise de compromis, le secrétaire général des Nations unies Javier Pérez de Cuéllar a décidé de réduire le nombre de troupes de 7000 initialement prévues à 4650, les 2350 manquant restant basés dans leur pays d'origine mais pouvant être déployés à la demande du commandant de la force, sur approbation du chef du GANUPT, du secrétaire général et du Conseil de sécurité. Il fut par contre décidé d'ajouter des policiers et des observateurs militaires supplémentaires au sein de la mission.
Finalement, le 9 février 1989, le secrétaire général a présenté au Conseil de sécurité une résolution en soulignant l'urgence qu'il y avait à prendre les mesures nécessaires pour la mise en œuvre de la résolution 435 conformément au calendrier prévu initialement. Le Conseil de sécurité a approuvé la mission le 16 février 1989 par sa résolution 632. L’Assemblée générale, en revanche, n'a approuvé le budget de la mission que le 1er mars 1989 et, pour des raisons financières, le déploiement complet du GANUPT a dû encore être différé d'un mois entier.

## Mandat
Conformément à la résolution 435, le mandat du GANUPT était de créer un environnement stable permettant l'élection, de manière libre et transparente d'une assemblée constituante chargée de la préparation d'un projet de constitution par la nation. La mission était entièrement sous la direction du Représentant Spécial, Martti Ahtisaari. La composante militaire était commandée par le général indien, Dewan Prem Chand. Le GANUPT était basé à Windhoek, la capitale de la Namibie.

### la composante civile
La composante civile de la mission comprenait plusieurs entités. Le bureau de Martti Ahtisaari supervisait l'ensemble des activités de la mission et était chargé des négociations diplomatiques avec les leaders militaires et politiques namibien ainsi qu'avec l'Administrateur Général sud-africain, Louis Pienaar.
Le Haut Commissariat des Nations unies pour les réfugiés (HCR) était chargé de superviser le retour chez eux des réfugiés ayant fui les zones de conflits, les exilés politiques ainsi que les insurgés basés dans les pays étrangers. Le HCR a facilité l'accès au pays et permis la réinstallation et réintégration des réfugiés avant la tenue des élections. Le GANUP a fourni un expert en questions juridiques, le Danois Carl Nörgaard afin d'arbitrer des cas de prisonniers de droit commun, de prisonniers politiques et de victime de déportation forcée.
Une autre branche du GANUPT était chargé de la planification et du suivi des élections. Ce groupe devait enregistrer les électeurs et les candidats et les informer sur les procédures dans un pays sans tradition démocratique. Il devait aussi s'assurer de l'acheminement du matériel électoral et du décompte des bulletins. Près de 30 pays ont fourni des volontaires chargés de surveiller les bureaux de vote et de dépouiller les urnes.
La police formait la plus importante composante civile du GANUPT, avec 1500 éléments. Elle était chargée de surveiller la police locale et les forces de sécurité afin qu'elles ne viennent pas perturber le déroulement du scrutin en intimidant la population ou en commettant des violations des droits humains à son encontre. Elle était également tenue de participer au maintien de l'ordre dans le pays. 25 pays ont envoyé des policiers au sein de la composante police du GANUPT, qui était placée sous le commandement d'un Irlandais, Steven Fanning.

### La composante militaire

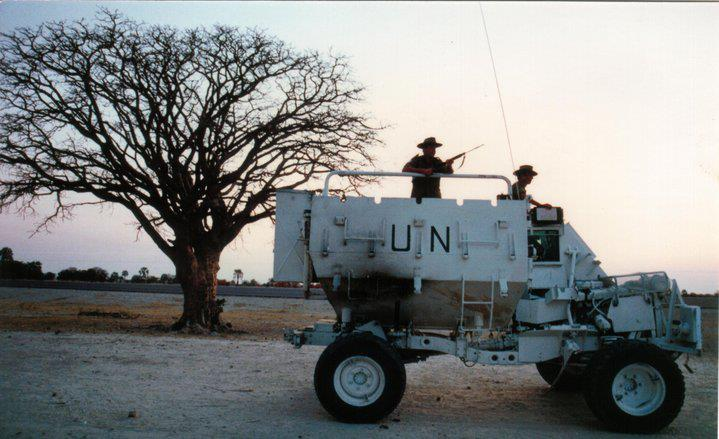
Des militaires australiens à bord d'un Casspir.

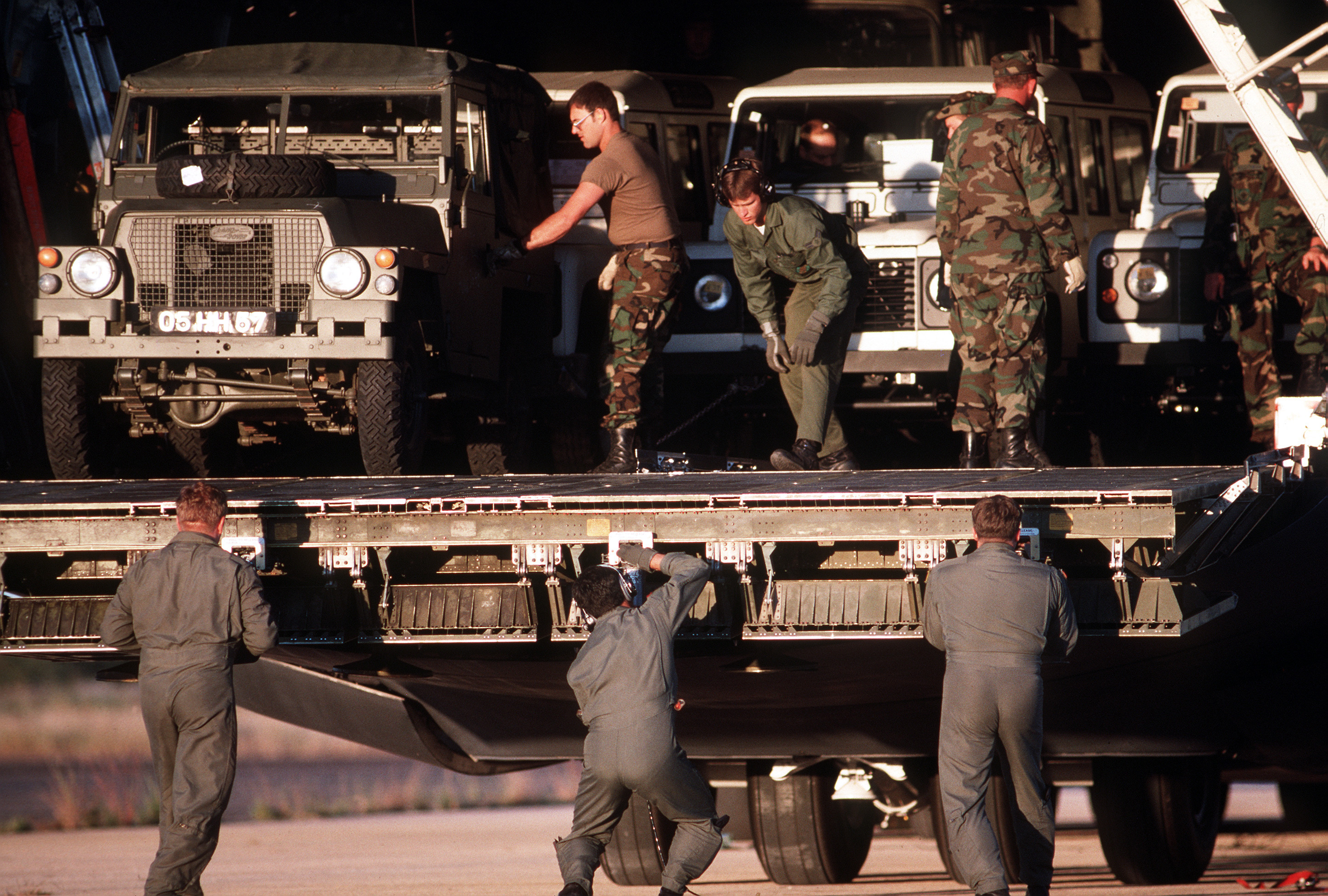
Arrivée à Grootfontein des Landrovers destinées aux troupes du GANUPT

La composante militaire était responsable de la surveillance du cessez-le-feu, du désarmement des éléments de la SWAPO, de la supervision du retrait de l'armée sud-africaine et du contrôle des frontières. La force était composée de trois bataillons renforcés d'infanterie fournis par la Finlande, le Kenya et la Malaisie, quatre bataillons de réserve restant stationnés dans leur pays d'origine, le Bangladesh, le Togo, le Venezuela et la Yougoslavie. La force comprenait également des unités auxiliaires (par exemple pour le transport, l’ingénierie, les hélicoptères) fournies par le Royaume-Uni, l'Australie, le Danemark, le Canada, la Pologne, la République fédérale d'Allemagne, l'Italie et l'Espagne. La composante militaire comprenait également une unité médicale civilo-militaire fournie par la Suisse. L'Union soviétique et les États-Unis ont aussi apporté un soutien en transport pour le déploiement initiale de la force.
La composante militaire incluait aussi des observateurs militaires de 14 États membres

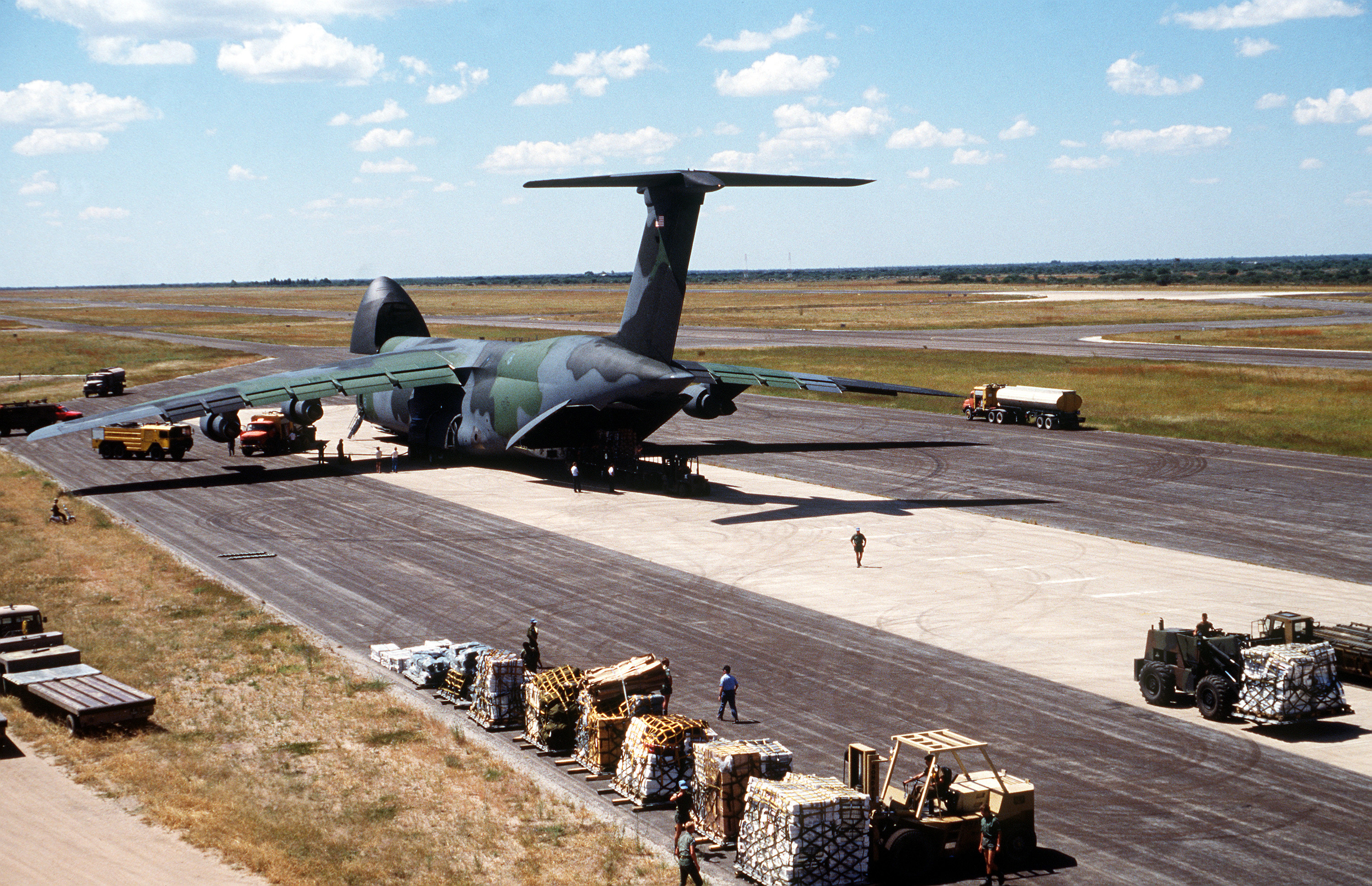
Déchargement d’équipements livrés par un C-5B Galaxy de l’USAF destinés au GANUPT sur la base de Grootfontein le 8 avril 1989

.

## Mise en œuvre
En février 1989, le premier contingent de la GANUPT arrive en Namibie. Le 1er mars, le gouvernement du Sud-Ouest Africain/Namibie est dissous et ses pouvoirs transférés à Louis Pienaar, l'administrateur sud-africain. La mise en œuvre du plan des Nations unies est prévue pour le 1er avril.

### Le coup de force du1eravril 1989
Le 1er avril 1989, 2 000 combattants en arme de la SWAPO investissent le nord de la Namibie au mépris des accords passés dans le cadre des Nations unies. Dans un premier temps, la SWAPO nie avoir violé l'accord affirmant que ses combattants ont traversé la frontière afin de remettre leurs armes au GANUPT et que c'est l'armée sud-africaine qui les a attaqués. Le GANUPT n'est pas encore totalement déployé et ses unités présentes sur place, composées pour la plupart de civils et d'observateurs, n'ont pas encore reçu tout leur matériel de transport et de communication. Sous pression du Premier ministre britannique, Margaret Thatcher, alors en visite en Afrique du Sud et du ministre sud-africain de affaires étrangères, Pik Botha, le représentant de l'ONU, Martti Ahtisaari n'a alors d'autres choix que de demander l'aide de l'armée sud-africaine pour repousser les intrus vers l'Angola. Les plus violents combats qu'aient jamais connus la Namibie depuis le début du mandat sud-africain sont alors engagés. La SWAPO compte plus de 300 tués (contre 27 soldats sud-africains) et est désavouée par l'OUA, ses alliés (à l'exception de Robert Mugabe du Zimbabwe) et les Nations unies. Des négociations particulièrement tendues ont lieu dans un safari lodge au mont Etjo. Le 9 avril, un accord est signé fixant un processus de retrait sous la supervision du GANUPT. À la suite de nombreux incidents opposant encore les forces sud-africaines à des éléments du PLAN, un nouvel accord, le 20 avril 1989, aboutit au retour momentané des troupes sud-africaines sur leurs bases pour permettre un retrait en toute sécurité des éléments du PLAN en Angola quitte à laisser ensuite deux semaines à l'armée sud-africaine pour s'assurer que le PLAN a totalement quitté la Namibie et pour neutraliser les éventuelles caches d'armes découvertes.
Ces incidents et la décision d'Ahtisaari de recourir à l'armée sud-africaine ont néanmoins entrainé de nombreuses critiques parmi les États africains alliés de la SWAPO. En réponse, les Nations unies décident d'augmenter le nombre de policiers au sein du GANUPT et nomment le Botswanais Joseph Legwaila au poste d'adjoint de M. Ahtisaari. Après l'accord d'Etjo, aucun incident d'envergure n'est à déplorer permettant à la totalité des composantes du GANUPT de se déployer, mais avec un mois de retard sur le calendrier initialement prévu.
Le 2 juillet 1989, la SWAPO (qui n'a jamais été un parti interdit au contraire de l'ANC en Afrique du Sud) organise son premier meeting de campagne à Katutura avec les dirigeants de la SWAPO dite « de l'extérieur ». Hage Geingob présente un programme socialiste, assure que la SWAPO accepte désormais le multipartisme (la question était posée) mais n'envisage pas la moindre nationalisation .
Au bout de plusieurs semaines de campagne, la SWAPO reconnaît que son erreur du 1er avril lui a coûté de nombreuses voix dont peut bénéficier la DTA mais elle envisage encore de gagner avec plus de 66 % des voix ce qui lui permettrait alors de rédiger la future constitution. En septembre, pour couper court aux critiques, la SWAPO exprime par la voix de Theo-Ben Gurirab ses regrets aux victimes des exactions commises dans ses geôles d'Angola et de Tanzanie .

### Ultimes négociations
Si, à la suite du coup de force du 1er avril, elle est un temps tentée de remettre en cause la mise en œuvre de la résolution 435, l'Afrique du Sud consent à reprendre le retrait progressif de ses troupes qui passe de 12 000 hommes en mai 1989 à 1 500 en juillet 1989 . Les South West African Territorial Force (SWATF), forte de 22000 hommes, sont à leur tour démobilisés et les restes de l'armée sud-africaine cantonnés dans ses bases, conformément aux accords passés avec la SWAPO. Les 10000 éléments de la « citizen forces » sont également désarmées par la GANUPT qui surveille également les éléments de la SWAPO basés en Angola.
Si l'Afrique du Sud accuse à plusieurs reprises la SWAPO de masser des troupes le long de la frontière, les vérifications du GANUPT ne confirment pas ces accusations.
Après le cantonnement de l'armée sud-africaine dans ses bases, la South West African Police (SWAPOL) est la seule force encore contrôlée par l'Afrique du Sud opérationnelle en Namibie et la principale force chargée du maintien de l'ordre dans le pays. Les forces de police du GANUPT ont pour mission de les surveiller en dépit de leur refus fréquent de coopérer. Il y a plusieurs rapports faisant état d'incidents impliquant la SWAPOL mais ceux-ci diminuent au fur et à mesure du déploiement du GANUPT. D'ancien membres du Koevoet, un groupe para-militaire anti-insurrection démantelé en 1989 et incorporé dans la SWAPOL, posent davantage de problèmes. Selon les Nations unies, au cours des premiers mois, des unités lourdement armés appartenant anciennement au Koevoet se livrent notamment à plusieurs actes d'intimidation comme à l'époque de l'insurrection de la SWAPO. À la suite de ces rapports, le GANUPT entame des négociations avec l'Administrateur Louis Pienaar et le gouvernement sud-africain, afin que les forces sud-africaines encore présentes en Namibie ne soient plus équipées qu'en armes légères et que les forces de l'ancien Koevoet et ses structures de commandement soient démantelées, les éléments du Koevoet n'ayant pas reçu de formation pour exercer des fonctions de policiers. L'Afrique du Sud refuse dans un premier temps, arguant que le rassemblement des forces de la SWAPO à la frontière angolaise rende nécessaire la présence du Koevoet. Finalement, le 1er septembre 1989, soit plusieurs semaines avant les élections, les forces de l'ancien Koevoet sont démantelées et ses supplétifs, à savoir 4 000 bushmen, transférés en Afrique du Sud.

### Préparation des élections
L'objectif ultime de la mission du GANUPT est d'organiser des élections afin d'élire une assemblée constituante chargée de rédiger une constitution pour le pays. 

Un certain nombre de changements législatifs sont alors nécessaires. Le 12 juin, l'Administrateur sud-africain Louis Pienaar proclame une amnistie générale en faveur des Namibiens vivant à l'étranger, abroge ou amende 56 lois discriminatoires et autorise la libération des prisonniers politiques et des combattants emprisonnés. De son côté, la SWAPO relâche les membres des forces de sécurité sud-africaine qu'elle détient. S'accusant mutuellement de ne pas avoir libéré l'ensemble de leurs prisonniers, les deux parties doivent s'en remettre au GANUPT qui, sur la base de listes de disparus, estime qu'au bout du compte 300 personnes identifiées manquent à l'appel. 

Assistés par le GANUPT, ces réfugiés sont rapatriés par avions, enrôlés sur les listes électorales et reçoivent une aide à la réinstallation. Ce processus de rapatriement et de réinstallation est généralement considéré comme l'une des principales réussites du GANUPT.
Dans le cadre du processus électoral, la Ganupt rejette la loi électorale proposée par l'Administrateur sud-africain, consulte les partis politiques et propose des règles encadrant leur rôle dans le nouvel État. Le secrétaire général des Nations unies se rend lui-même en Namibie où il rencontre les leaders politiques, les encourageant à privilégier l'unité nationale. Des rencontres entre les membres des partis et la Ganupt sont organisées avec les chefs politiques à tous les niveaux afin de décourager les actes d'intimidation et l'achat des voix. Le rôle de chacun est expliqué et des observateurs électoraux sont embauchés afin d'éviter les fraudes électorales. Le GANUPT finance également des programmes TV ou radio et fait paraître des communiqués en plusieurs langues locales dans la presse afin de sensibiliser la population quant à ses droits et devoir au cours des élections à venir.
La GANUPT a aussi la responsabilité de l'enregistrement des électeurs à travers un pays vaste et faiblement peuplé. 70 centres d'enregistrement sont ouverts et 110 unités mobiles déployées dans les zones les plus reculées. Tous les Namibiens âgés de plus de 18 ans peuvent s'enregistrer. Le processus d'enregistrement dépasse toutes les prévisions, preuve de l'enthousiasme de la population. Au cours des mois précédents les élections, le GANUPT enregistre les plaintes concernant des tentatives d'achat de votes et des actes d'intimidation émanant de tous les milieux. Plus de 350 bureaux de vote sont finalement ouverts à travers le pays.
Le mois de septembre est marqué par la campagne électorale marquée le retour de Sam Nujoma au pays sous les ovations de 10 000 sympathisants et par plusieurs incidents dont le plus important est l'assassinat d'Anton Lubowski, directeur adjoint de la campagne de la SWAPO.
Sous la protection des 8 000 soldats de la GANUPT, le scrutin a lieu du 7 au 11 novembre 1989 sous la surveillance de plusieurs centaines de spécialistes des questions électorales originaires de plus de 25 États différents. Seulement dix partis sur quarante parviennent à obtenir le visa de la commission électorale pour participer aux élections. La SWAPO présente une liste comprenant l'essentiel du bureau politique mais aussi quelques Blancs. L'Action chrétienne nationale représente les conservateurs blancs alors que la DTA représente les libéraux. Le centre-gauche est représenté par le Front démocratique unifié de Justus Garoëb (roi des Damaras) alors que la SWANU se présente divisée entre la SWANU-NNF (Front national de Namibie) et celle du Front patriotique national (centre-droit) de Moses Katjiongua. Les fédéralistes se sont regroupés derrière les Basters de Rehoboth dans la Convention fédérale de Namibie alors que les Ovambos hostiles à la SWAPO se divisent en trois formations, l'Action chrétienne-démocrate (CDA), la SWAPO-démocrate (d'Andreas Shipanga) et le Parti national-démocrate de Namibie (NNDP) ..

### Résultat des élections
Le taux de participation atteint 95 % (le corps électoral comprend 701 483 inscrits) avec à peine 1 % des bulletins déclarés nuls. En dépit de la déclaration maladroite de Toivo ya Toivo (« ce n'est qu'au résultat de la SWAPO que l'on pourra juger si les élections ont été justes et équitables »), la validité du scrutin n'est remise en cause par personne.
Le 13 novembre, les résultats sont proclamés :
- La SWAPO remporte 57,33 % des voix (41 députés) mais pas les deux tiers des suffrages attendus. Elle réalise ses meilleurs scores dans l'Ovamboland (92,2% ), dans les districts miniers (53,5 % à Tsumeb, 64 % à Lüderitz), à Swakopmund (58,5 %) et dans le Kavangoland (51,7 %). Elle remporte la majorité absolue dans 5 des 23 districts du pays dont ceux de l'Ovamboland et du Kavangoland.
- La DTA obtient 28 % des suffrages (et 21 députés). Elle obtient la majorité absolue dans 8 districts et la majorité relative dans 6 autres, bénéficiant de l'appui massif des Hereros (66,4 % dans le Hereroland et 65,7 % dans le Kaokaland), de la majorité des voix chez les Namas (57,9 % à Bethanie), chez les Mafwe (53 % dans la bande de Caprivi) et chez les basters (45,2 % à Rehoboth). Elle arrive seconde dans l'électorat blanc (28,55 %).
- Le Front démocratique unifié obtient 5,65 % et 4 députés.
- L'Action chrétienne nationale réunit 3,54 % des voix et 3 députés. Elle obtient notamment plus de la moitié des voix de l'électorat blanc et ses meilleurs scores dans les 6 districts où la population européenne représente plus du double de la moyenne nationale (25 % des voix à Karasburg)
- La SWANU-NPF surpasse sa rivale avec 1,59 % (1 député)
- La Convention fédérale suit avec 1,56 % des voix (1 député)
- La SWANU-NNF est la dernière de ses formations à obtenir un élu avec 0,80 % des voix.

## L'indépendance de la Namibie
Le 21 novembre 1989, l'assemblée constituante se réunit pour la première fois. La SWAPO qui souhaite la mise en place d'une assemblée monocamérale et un pouvoir exécutif fort fait des concessions. Selon les mots du secrétaire général du parti, Moses Garoëb, elle consent à constitutionnaliser le multipartisme « pour le meilleur et pour le pire » .
Dès janvier 1990, la rédaction de la constitution est près d'être terminée. Sam Nujoma constitue alors un cabinet fantôme pendant qu'est examiné le projet constitutionnel par trois juristes sud-africains . Nujoma nomme comme Premier ministre un membre de l'ethnie damara, Hage Geingob et seize ministres dont Hifikepunye Pohamba à l'intérieur, Theo-Ben Gurirab aux Affaires étrangères et l'économiste germanophone Otto Herrigel aux finances.
À la fin du mois, la constitution est rendue publique. Précédée d'une longue charte des libertés fondamentales, elle institue un régime de type semi-présidentiel, un subtil compromis entre les tendances autoritaires de la SWAPO et celles plus libérales de la DTA. Discutée et amendée pendant quatre jours, l'assemblée constituante vote le 9 février à l'unanimité de ses membres la nouvelle constitution namibienne .
Le 16 février, l'assemblée constituante devient assemblée nationale et élit Sam Nujoma à la présidence de la République.
La transition entre l'administration sud-africaine et la nouvelle administration namibienne peut commencer. Elle se termine le 20 mars 1990, date de l'entrée solennelle de la république de Namibie dans la communauté internationale. L'une des dernières décisions prises par Louis Pienaar est d'amender la loi de juin 1989 amnistiant les Namibiens en exil afin d'en faire bénéficier tous les responsables sud-africains, les membres des milices et ceux des forces armées sud-africaines. Pour leur part, les forces du GANUPT sont progressivement réduites tandis que l'armée sud-africaine se retire en bon ordre. Le jour de l'indépendance, toutes les forces du GANUPT ont quitté le pays, à l'exception de militaires kényans restés sur place afin d'assurer la formation de l'armée namibienne, en application d'un accord entre le Kenya et la Namibie. Plusieurs membres des Nations unies restent également sur place afin d'assister le nouvel État indépendant.

## Bilan
Le GANUPT est considéré comme un grand succès par les Nations unies et ses États membres. La Namibie a acquis son indépendance au cours d'un processus électoral concerté. Malgré les tensions mais à cause des liens économiques, monétaires, et structurels liant les deux pays, la Namibie et l'Afrique du Sud établissent immédiatement des relations diplomatiques. Par ailleurs, les inquiétudes initiales concernant le coût de la mission du GANUPT s'avèrent infondées : le GANUPT ne coûte finalement que 368,6 millions de dollars soit beaucoup moins que les 700 millions de dollars prévus initialement et moins que les 416 millions de dollars du budget finalement autorisé par le Conseil de sécurité. En un an, le GANUPT n'a à déplorer que 19 décès parmi ses rangs.

### Sources
- Moulier Isabelle, Namibie – GANUPT (1989-1990), Éditions A. Pedone, Paris, 2002.